# Agia Irini (Chipre)
Agia Irini (traducido del griego: Άγια Ειρήνη / Divina Paz, o -igualmente-  Santa Irene), pueblo del noroeste de la isla de Chipre.

## Datos básicos
Este pueblo está situado a sólo un km y medio de la bahía de Morfou / Güzelyurt y a una distancia recta de  9,70 o prácticamente 10  km al oeste de Myrtou / Camlibel. También se le llama Agia Irini de Kyrenia. El significado de su nombre en griego es "Santa Irene" (Irini significa "paz" en griego, pero también es un nombre de mujer). En 1958 los turcochipriotas empezaron a usar un nombre alternativo para el pueblo, Akdeniz, que significa el "mar Mediterráneo".

## Conflicto intercomunal
| Año  | Turcochipriotas | Grecochipriotas | Total |
| ---- | --------------- | --------------- | ----- |
| 1831 | 11              | 28              | 39    |
| 1881 | 77              | 88              | 165   |
| 1901 | 71              | 85              | 166   |
| 1911 | 96              | 82              | 178   |
| 1921 | 93              | 95              | 188   |
| 1931 | 151             | 133             | 284   |
| 1946 | 222             | 146             | 368   |
| 1960 | 305             | 166             | 471   |
| 1973 | 556             | 126             | 682   |
| 1978 | 414             | --              | 414   |
| 1996 | 478             | --              | 478   |
| 2006 | 597             | --              | 597   |

Durante el período turco otomano, los cristianos constituían la mayoría en el pueblo (71%). Sin embargo, en los primeros 50 años del período de ocupación por parte del llamado Reino Unido de Gran Bretaña sus números se estancaron. En 1921, la proporción de la población de la aldea era casi 50:50. Debido a factores no determinados, entre 1931 y 1960, la tasa de crecimiento grecochipriota  de la población era más lento que el de sus vecinos turcochipriotas. En el censo de 1960, los turcochipriotas eran la mayoría en el pueblo (casi 65%).
En agosto de 1974, casi todos los chipriotas griegos huyeron del ejército turco que avanzaba. Sin embargo, cinco de ellos lograron permanecer en el pueblo hasta noviembre de 1976, cuando se retransmiten una "petición" para la UNFICYP  para ser llevado al otro lado de la llamada  «Línea Verde». En la actualidad, al igual que el resto de los grecochipriotas desplazados, los grecochipriotas de Agia Irini se encuentran dispersos por todo el sur de la isla. La población desplazada de Agia Irini se estima en alrededor de 130, ya que su población grecochipriota se estimó en 126 en 1973.

## Población actual
Actualmente el pueblo está habitado principalmente por sus pobladores turcochipriotas. Sin embargo, durante los últimos diez años, algunos turcochipriotas de otros pueblos y algunos repatriados turcochipriotas desde el Reino Unido han comprado propiedades y se han establecido aquí. Según el censo turco-chipriota de 2006, la población del pueblo es de 597.

## Sitios arqueológicos
El santuario de Agia Irini está situado cerca de la localidad. El sitio fue excavado por la misión arqueológica de Suecia en 1929. El santuario consta de un témenos (espacio de terreno reservado para la adoración de los dioses) rústico con planta ovalada irregular, situado en un campo abierto cerca de la costa. El sitio está bastante aislado aunque en el norte del sitio hay evidencia de la existencia de un pequeño asentamiento y entierros, algunos con fecha al período ciprogeométrico. El témenos estaba rodeado por un gran muro de tierra gruesa. La entrada a los témenos estaba en el sur y su suelo consiste en la tierra pisoteada y arena. Un altar bajo, irregularmente triangular fue erigido en la parte norte de los témenos y una mesa de ofrendas líquidas se encuentra muy cerca. 
Los témenos fueron construidos en el comienzo de la primera época ciprogeométrica y se prolongaron hasta mediados de la época ciprogeométrica III cuando sufrió modificaciones. Un nuevo altar fue erigido cerca del lugar donde el viejo se había levantado. Este nuevo altar fue hecho de un pilar de piedra caliza monolítica. Estos témenos funcionaron hasta mediados del período arcaico chipriota-I. 
El santuario en Agia Irini es famoso por su gran número de figuras de terracota que fueron encontradas in situ colocadas alrededor del altar. La mitad se conservan en el Museo de Chipre de Nicosia y la otra mitad en el Museo del Mediterráneo de Estocolmo. Estas figuras probablemente eran ofrendas a un dios, y se han encontrado en un número aproximado de 2000, de las cuales sólo dos de ellas representan a mujeres. Muchas de estas figuras son excepcionalmente grandes y un gran número parece venir del mismo taller, que parece haber aplicado las mismas técnicas y estilos desde hace muchos años.